# Горњи Кладари
Горњи Кладари су насељено мјесто у општини Србац, Република Српска, БиХ. Према попису становништва из 1991. у насељу је живјело 392 становника.

## Историја
Археолози Музеја Републике Српске су 23. марта 2012. на ораници у Кладарима пронашли археолошко налазиште. Нађени су остаци двије бакарне посуде из римског периода, затим позлаћену копчу из 4. вијека римског периода, као и остатке грнчарије који потичи из раздобља праисторијског периода до раног Средњег вијека.

## Становништво
| Демографија (Кладари) | Демографија (Кладари) | Демографија (Кладари) |
| Година                | Становника            | Становника            |
| --------------------- | --------------------- | --------------------- |
| 1948.                 | 390                   |                       |
| 1953.                 | 393                   |                       |
| 1961.                 | 384                   |                       |
| 1971.                 | 357                   |                       |
| 1981.                 | 415                   |                       |
| 1991.                 | 391                   |                       |
| 1993.                 | 424                   |                       |